# Rastreador brasileiro
Rastreador brasileiro (Urrador brasileiro) är en hundras från Brasilien. Den är en braquehund och drivande hund. Rasen erkändes första gången av Fédération Cynologique Internationale (FCI) 1967 men förklarades utdöd 1973 efter insektsangrepp. Rasen har senare rekonstruerats med hjälp av american foxhound.